# Shoshone Lake
Der Shoshone Lake ist der zweitgrößte See im Yellowstone-Nationalpark sowie der größte See in den Continental United States, der nicht über eine Straße erreicht werden kann. Er befindet sich auf 2376 m Höhe südwestlich des Yellowstone-Lake im US-Bundesstaat Wyoming. Zugänglich ist er zu Fuß sowie vom Lewis Lake aus im Kanu. Die Länge des Sees misst rund 10 km, die Breite schwankt zwischen 0,8 km und 7 km. Die Fläche beträgt 31 km². Wesentliche Zuflüsse des Shoshone Lake sind der Shoshone Creek im Nordwesten, der De Lacy Creek im Nordosten sowie der Moose Creek im Süden der östlichen Ausdehnung. Als Abfluss dient der Lewis River, der den Shoshone Lake mit dem Lewis Lake verbindet. Die dicht bewaldeten Ufer des Shoshone Lake sind meist felsig und besonders im Osten schroff. Das Wasser ist sehr klar und kälter als jenes des Yellowstone Lake.
1867 bezeichnete der Generalinspektor von Montana, Solomon Meredith, den bislang namenlosen See nach Walter Washington deLacy als deLacy's Lake. DeLacy hatte 1863 den Snake River bis zu seiner Quelle, dem Shoshone Lake, erforscht. 1872 benannte Professor Frank H. Bradley, Teilnehmer der zweiten Forschungsreise von Ferdinand Vandeveer Hayden in die Yellowstone-Gegend, den See in Shoshone Lake um. Damit würdigte er den See als eine der Hauptquellen des Shoshone Rivers, heute Snake River genannt.